# Uarabe (estado)
Uarabe, ou Warab, é um estado do Sudão do Sul. Possui uma área de 31.027 km² e uma população de 920 045 habitantes (censo 2008). A cidade de Cuajoque é a capital do estado.

## Divisões administrativas
O estado do Uarabe está dividido em seis condados:
| Condado           | População (censo 2008) |
| ----------------- | ---------------------- |
| Gogrial Oriental  | 103 283                |
| Gogrial Ocidental | 243 921                |
| Tonje do Sul      | 86 592                 |
| Tonje do Norte    | 165 222                |
| Tonje Oriental    | 116 122                |
| Tuique            | 204 905                |